# Amposta
Amposta és una ciutat de Catalunya, capital de la comarca del Montsià, al delta de l'Ebre.

## Geografia
El terme municipal d'Amposta, el més gran de la comarca, està situat al marge dret del riu Ebre, al punt en què conflueixen la línia costanera i el delta de l'Ebre. El terme municipal inclou els pobles de Balada i Poble Nou del Delta i les urbanitzacions d'Eucaliptus i Favaret.

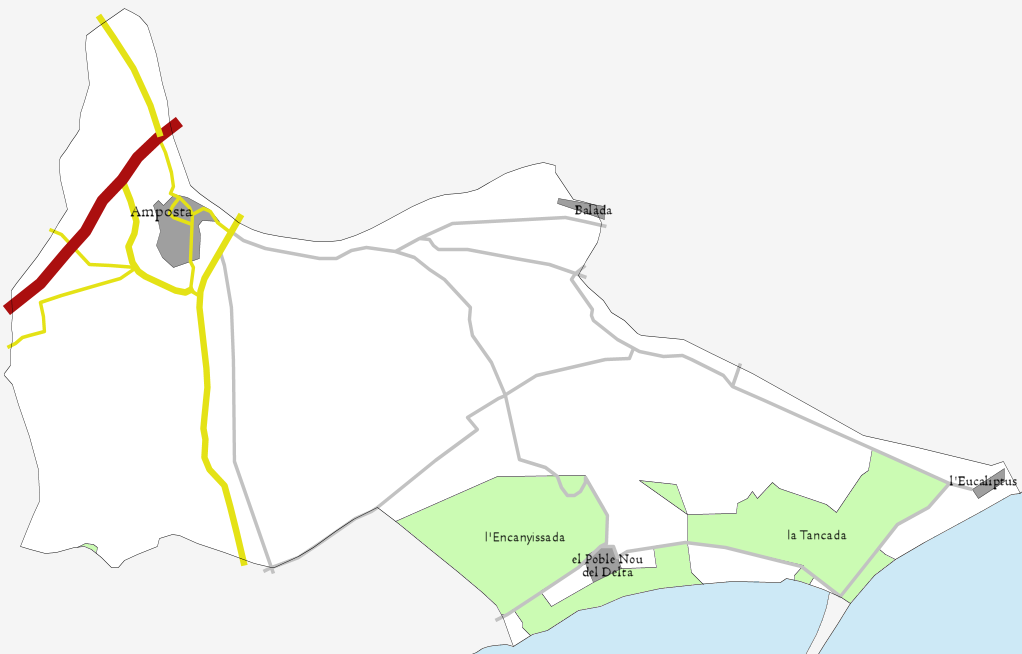
Mapa del terme municipal

## Economia
El principal sector de l'economia de la ciutat era fins ben entrat el segle xx l'agricultura, sobretot l'arròs i els regadius. Actualment l'economia està diversificada. La indústria tradicional hi era la paperera i l'agroalimentària, entre aquesta darrera, destaca com una de les principals empreses de la vila la Cambra Arrossera del Montsià.
El sector terciari és el preponderant. La ciutat és un centre comercial i de serveis del Montsià i altres poblacions de fora de la comarca, té els serveis propis d'una capital de comarca i és cap de partit judicial. A més el sector de l'ecoturisme relacionat amb el Parc Natural del Delta de l'Ebre, creix constantment.

## Demografia
| 1497 f | 1515 f | 1553 f | 1717 | 1787 | 1857  | 1877  | 1887  | 1900  | 1910  |
| ------ | ------ | ------ | ---- | ---- | ----- | ----- | ----- | ----- | ----- |
| 38     | 38     | 16     | 298  | -    | 2.816 | 3.669 | 3.073 | 4.226 | 4.959 |

| 1920  | 1930  | 1940  | 1950   | 1960   | 1970   | 1981   | 1990   | 1992   | 1994   |
| ----- | ----- | ----- | ------ | ------ | ------ | ------ | ------ | ------ | ------ |
| 8.983 | 8.174 | 8.444 | 11.398 | 12.507 | 12.740 | 14.499 | 15.682 | 15.338 | 15.338 |

| 1996   | 1998   | 2000   | 2002   | 2004   | 2006   | 2008   | 2010   | 2012   | 2014   |
| ------ | ------ | ------ | ------ | ------ | ------ | ------ | ------ | ------ | ------ |
| 15.900 | 15.951 | 16.372 | 17.372 | 18.238 | 19.142 | 20.652 | 21.365 | 21.434 | 21.197 |

| 2016   | 2018   | 2020   | 2022   | 2024   | 2026 | 2028 | 2030 | 2032 | 2034 |
| ------ | ------ | ------ | ------ | ------ | ---- | ---- | ---- | ---- | ---- |
| 20.654 | 20.606 | 21.115 | 21.807 | 22.637 | -    | -    | -    | -    | -    |

## Història
Vila d'origen medieval sorgida arran de la construcció del castell al segle xii, que a causa de la situació geogràfica costanera i sense barreres naturals de protecció, era exposada a continus atacs marítims i es desenvolupà molt poc. Durant el segle xvi fou saquejada repetides vegades per pirates i no ressorgí fins al segle xix, quan la construcció del canal de la dreta permeté la colonització agrícola del delta, que feu créixer la vila considerablement.

### Edat antiga
Hi ha abundants indicis arqueològics, entre els quals un poblat ibèric amb set sitges de gra a la zona del castell, un altre a la zona del pla d'Empúries i una necròpolis a l'Oriola, que documenten la presència ibèrica al terme municipal. Certs autors situen la ciutat romana Hibera Iulia Ilercavonia-Dertosa a Tortosa, altres autors pensen més aviat que havia estat als afores d'Amposta, com que, segons Titus Livi, els romans hi van arribar, venint de Tarraco, després de travessar el riu.
En una terrassa sobre el riu, al nucli antic d'Amposta, és probable que els romans establissin un punt de vigilància, ja que el nom Amposta derivaria del llatí ab posta o amni imposita, que significa 'posada sobre el riu'. També s'han trobat restes d'una vil·la romana a la vora del turó de la torre de la Carrova.

### Edat mitjana
Durant l'època musulmana, pel que sembla els àrabs van establir una fortificació de vigilància del riu, sobre l'antic poblat ibèric. Les primeres notícies que posseïm d'Amposta daten del 1098, abans de la conquesta cristiana. Aquell any, el comte de Barcelona Ramon Berenguer III va pactar amb el seu cosí, el comte Artau II de Pallars, que li cediria en feu el lloc d'Amposta a canvi del seu ajut en la conquesta d'aquestes terres, a canvi Artau hi havia de construir un castell que guardés l'entrada de l'Ebre. Alhora, Ramon Berenguer III va concedir al monestir de Sant Cugat del Vallès l'església d'Amposta i la vila de la Ràpita. Això no obstant, entre el 1095 i el 1097, Ramon Berenguer III fracassa en l'intent d'apoderar-se d'Amposta.
L'any 1149 (el 1150 segons el calendari actual), Ramon Berenguer IV, fill de l'anterior, va fer la donació del castell d'Amposta i el seu terme a l'orde de Sant Joan de Jerusalem, en recompensa per la seva ajuda en la conquesta de la zona. Els hospitalers van convertir el castell d'Amposta durant l'etapa inicial d'expansió de l'orde a la Corona d'Aragó en el centre de les seues possessions, agrupades en la castellania d'Amposta. Durant 130 anys, el castell d'Amposta fou la seu del priorat, tot i que el castellà no hi residia permanentment, sinó que era itinerant entre les diferents possessions de l'orde.
El 1229, aprofitant l'absència de l'exèrcit reial, immers en la conquesta de Mallorca, l'emir de València, Zayyan ibn Mardanix, efectuà una ràtzia per la desembocadura de l'Ebre, atacant Tortosa i Amposta, i arribà a assetjar el castell d'Ulldecona, tot i que hagué de retirar-se ràpidament..
L'any 1280, Pere el Gran, fidel a la seua política de recuperar els llocs clau del país, va concedir als hospitalers els castells i viles d'Onda (País Valencià) i Gallur (Aragó), a canvi del castell i la vila d'Amposta. El que restà de l'antiga comanda hospitalera d'Amposta fou integrat a la comanda d'Ulldecona. El 1282, va concedir la primera carta de poblament, un conjunt de normes que havien de seguir els habitants de la població. El que sí que va perdurar fou el títol de castellà d'Amposta, càrrec que tenia com a dotació especial l'antiga batllia de Miravet, que havia estat dels templers i que el 1317 passà als hospitalers.
Pocs dies després que el rei hagués adquirit el domini del castell i de la vila, el 30 de desembre de 1280, encarregà al seu lloctinent de la vegueria de Tarragona que pregonés una crida de pobladors a Amposta, prometent-los heretats i franqueses. Precisant esta oferta, al cap de dos anys i des de Port Fangós, lo mateix monarca, Pere II, atorgà una carta de poblament a un grup específic de pobladors, ordenant llur vida jurídica segons los Usatges de Barcelona. Aquesta carta i altres concessions que feu Pere el Gran foren confirmades lo 1286 per Alfons lo Liberal. La carta de poblament d'Amposta romangué com a ordenació bàsica de la seua vida ciutadana, i juntament amb altres privilegis fou ratificada per Jaume II lo 1321.
Durant la guerra civil catalana, el castell, actuant com a defensa avançada de Tortosa, es posicionà contra el rei Joan II, motiu pel qual l'exèrcit reial hi inicià el 2 d'octubre de 1465 un setge fluvial i terrestre, que va acabar el 21 de juny de 1466. amb la capitulació i destrucció parcial del castell, defensat pel capità Pere de Planella.

### Edat moderna
Al llarg de la primera meitat del segle xvi es succeïren diversos atacs de pirates moros, que resultaren en la pèrdua de més de la meitat de població, i en la completa ruïna del castell, pel que la vila quedà indefensa. Per això i per tal d'evitar que la ”vila no es despoble ni vingue a major ruïna de la que a present està” el lloctinent general de Catalunya autoritzà el 1541 la creació d'un impost —un onzè— sobre els fruits de la terra, sobre el bestiar i sobre la sal durant dotze anys, per a bastir muralles de defensa, que no arribaren a realitzar-se.
Durant la segona meitat del segle xvi continuaren les disputes, que ja venien des del segle xiii, amb les autoritats de Tortosa entorn de certes obligacions a les quals, segons aquestes autoritats, estaven sotmesos los ampostins. Al llarg del segle xvii foren dictades dues vegades, lo 1628 i el 1683, ordinacions o establiments pels prohoms i lloctinent del batlle de Tortosa per a intentar regular la vida interna d'Amposta en matèries administratives i en les penals relacionades amb la propietat.
Al final del segle els problemes financers de la vila persistien; immersa en una fase de profunda decadència econòmica, els representants d'Amposta adoptaren dràstiques mesures per resoldre l'endeutament en què s'havia incorregut amb la presa de capitals de particulars (los censals) i es preocupaven de cobrar les contribucions que devien alguns propietaris.
Al començament del segle xviii els conflictes se produïren amb los procuradors i lligallers de Tortosa amb el tema de la possessió i administració dels lligallos que asseguraven lo pas dels ramats a les pastures i abeuradors, i que eren una font d'ingressos.

### Edat contemporània
De la segona meitat del segle xviii daten diversos projectes de construcció d'un canal de navegació entre Amposta i La Ràpita. Les obres encarregades per Carles III al decenni dels anys setanta del segle XVIII van fer créixer fortament la població i les activitats econòmiques. Durant el segle xix la vila va experimentar una sèrie de transformacions de caràcter econòmic que repercutiren enormement en lo desenvolupament demogràfic i urbà. Lo 1860 s'acorda començar a cultivar la zona deltaica i plantar cultius d'arròs. Amposta també comptava amb diverses indústries com molins d'oli i d'arròs i de construcció aprofitant les matèries primeres del delta com la sosa i la canya.
El procés desamortitzador es va deixar sentir molt sensiblement a Amposta, ja que molts dels erms foren alienats en la primera etapa, la de Mendizábal, mentre que els terrenys de la dreta de l'Ebre ocupats per les salines sortiren a subhasta en la segona etapa, la de Pascual Madoz. Així, terrenys aprofitables per a l'agricultura passaren a mans de particulars i s'iniciava d'aquesta manera una profunda transformació de la propietat.
Les guerres carlines ocasionaren conflictes i penúries i Amposta hagué de refer sovint les seues muralles o bastir noves fortificacions.
A principi del segle xx, amb el delta sanejat i dedicat al cultiu de l'arròs, Amposta tenia uns 4.000 habitants. La vida política s'hi polaritzà entorn de dos grans grups polítics, lo monàrquic, que dirigia Joan Palau i Miralles els integrants del qual eren anomenats popularment palauistes, i el republicà, que dirigia Joan Alfred Escrivà i Prades. L'any 1906 amb el mandat de l'alcaldia Joan Palau comença un període de creixement urbà intensiu. Es construeixen el pont penjant, les escoles públiques i la xarxa d'aigua, d'electricitat i d'enllumenat. A més, Amposta serà escollida capital del Montsià, amb la implantació de les comarques per la Generalitat republicana.
Aquest creixement demogràfic també va afavorir el desenvolupament de la indústria de transformació de productes agraris, amb la instal·lació de molins arrossers i altres indústries. Els primers molins d'arròs es construïren a final del segle xix, dintre del nucli urbà, però s'originaren diversos incendis que van fer veure que seria millor construir-los als afores. L'expansió urbana a partir del nucli antic el poble es va expandir des del carrer de Sant Josep enfora i es van construir nous barris com el del Grau i la Torreta. El barri de l'Eixample neix a l'espai comprés entre la carretera de Vinaròs o de la Ràpita i la carretera de Santa Bàrbara. Al pas del segle esmilloraren les vies de comunicació i es van crear nous serveis educatius i sanitaris. Van sorgir entitats socioculturals i periòdics com El Faro i El Liberal.
La guerra civil afectà durament Amposta, especialment durant la batalla de l'Ebre, l'estiu del 1938, quan el front s'estabilitzà al marge dret del riu. La població va ser evacuada, la vila fou bombardejada tres cops, i hi van morir sis persones. L'aviació italiana destruí el pont penjant lo dia 10 de març de 1938. El dia 18 d'abril de 1938 la vila va ser ocupada per l'exèrcit rebel franquista.

## Política

### Històric d'alcaldes
| Període      | Nom de l'alcalde/-essa    | Partit polític   | Data de possessió |
| ------------ | ------------------------- | ---------------- | ----------------- |
| 1979 - 1983  | Josep Gil Morales         | Logotip del PSUC | 19/04/1979        |
| 1983 - 1987  | Josep Maria Simó i Huguet | Logotip del PSC  | 28/05/1983        |
| 1987 - 1991  | Joan Maria Roig i Grau    | Logotip de Ciu   | 30/06/1987        |
| 1991 - 1995  | Joan Maria Roig i Grau    | Logotip de Ciu   | 15/06/1991        |
| 1995 - 1999  | Joan Maria Roig i Grau    | Logotip de Ciu   | 17/06/1995        |
| 1999 - 2003  | Joan Maria Roig i Grau    | Logotip de Ciu   | 03/07/1999        |
| 2003 - 2007  | Joan Maria Roig i Grau    | Logotip de Ciu   | 14/06/2003        |
| 2007 - 2011  | Manel Ferré i Montañés    | Logotip de Ciu   | 16/06/2007        |
| 2011 - 2015  | Manel Ferré i Montañés    | Logotip de Ciu   | 11/06/2011        |
| 2015 - 2019  | Adam Tomàs i Roiget       | Logotip d'ERC    | 13/06/2015        |
| 2019 - 2023  | Adam Tomàs i Roiget       | Logotip d'ERC    | 15/06/2019        |
| Des del 2023 | Adam Tomàs i Roiget       | Logotip d'ERC    | 17/06/2023        |

### Resultats d'eleccions municipals
Nombre de regidors per partit
| Junts                                          | -  | -  | -  | -  | -  | -  | -  | -  | -  | -  | 1  | 7  |
| PSC                                            | 3  | 8  | 6  | 6  | 4  | 4  | 4  | 4  | 3  | 2  | 2  | -  |
| PP                                             | -  | 1  | 0  | 0  | 2  | 1  | 0  | 0  | 0  | 0  | -  | -  |
| ERC                                            | 0  | 0  | -  | -  | 1  | 2  | 4  | 4  | 6  | 11 | 16 | 11 |
| ECP                                            | -  | 1  | 1  | 1  | 0  | -  | 0  | 0  | 0  | -  | -  | -  |
| CiU                                            | 2  | 4  | 8  | 9  | 10 | 10 | 9  | 9  | 11 | 7  | -  | -  |
| PSUC                                           | 6  | 0  | -  | -  | -  | -  | -  | -  | -  | -  | -  | -  |
| UCD/CDS                                        | 6  | 3  | 2  | -  | -  | -  | -  | -  | -  | -  | -  | -  |
| Altres                                         | -  | -  | -  | 1a | -  | -  | -  | -  | 1b | 1b | 2c | 3c |
| Total                                          | 17 | 17 | 17 | 17 | 17 | 17 | 17 | 17 | 21 | 21 | 21 | 21 |
| a Independents d'Aposta; b PxC; c Som Amposta; |    |    |    |    |    |    |    |    |    |    |    |    |

## Indrets d'interès

### Façana fluvial

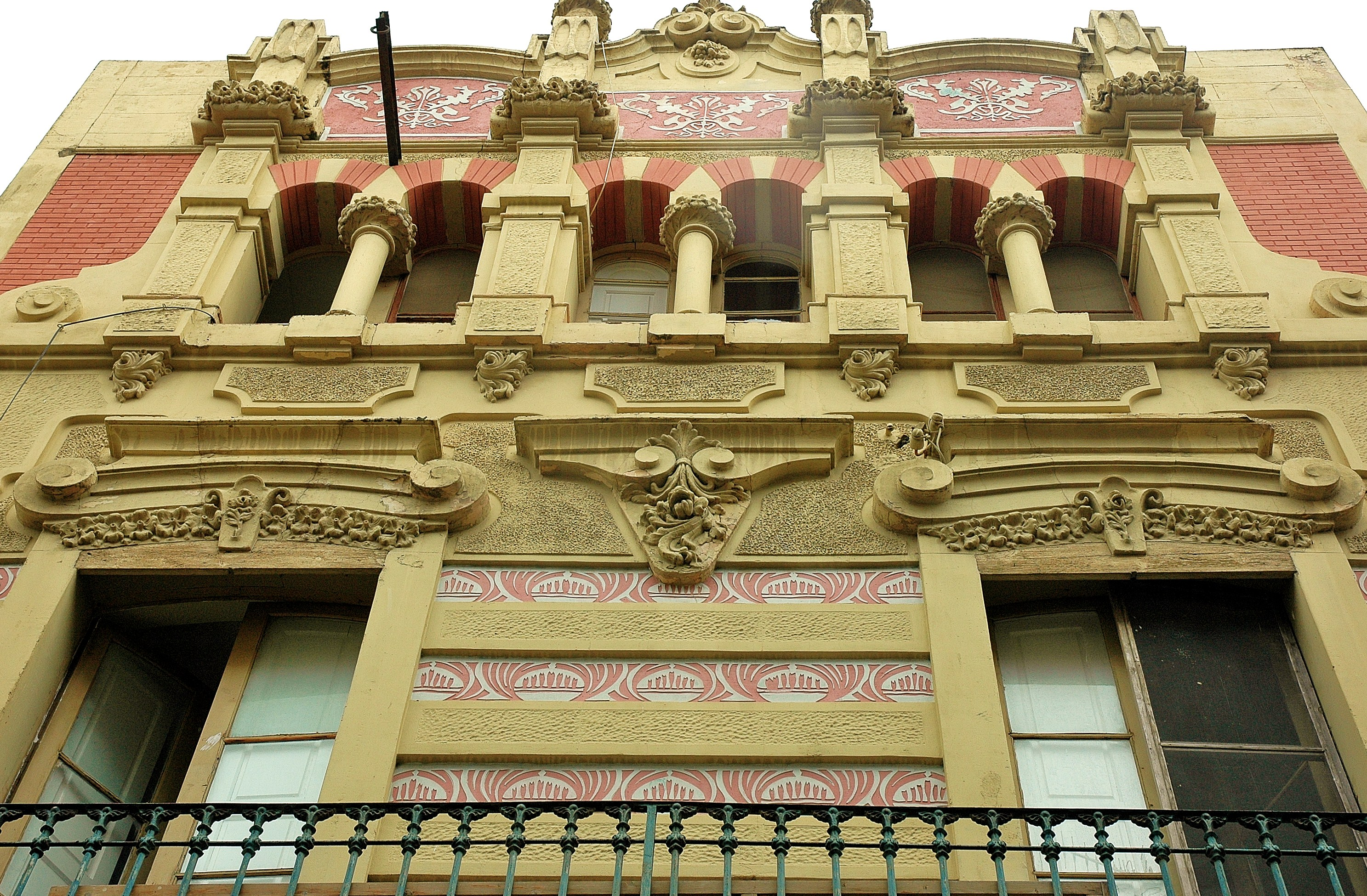
Casa López i Soler

La façana fluvial d'Amposta, única a Catalunya, té com tret distintiu les façanes dels edificis abocades al riu, com la casa Lafont, la casa López i Soler i el molí de Miralles. Hi destaquen dos elements:
- El Pont Penjant: Símbol de la ciutat, construït entre el 1915 i el 1920.
- El Castell d'Amposta: Construït al segle xii per l'Orde de l'Hospital i destruït durant la guerra civil catalana. Actualment és un recinte arqueològic.

### Edificis modernistes
- Casa Carvallo: a la plaça Cecília Carvallo. Aquest edifici conserva alguns elements modernistes combinats amb d'altres que recorden les típiques cases de pagès.

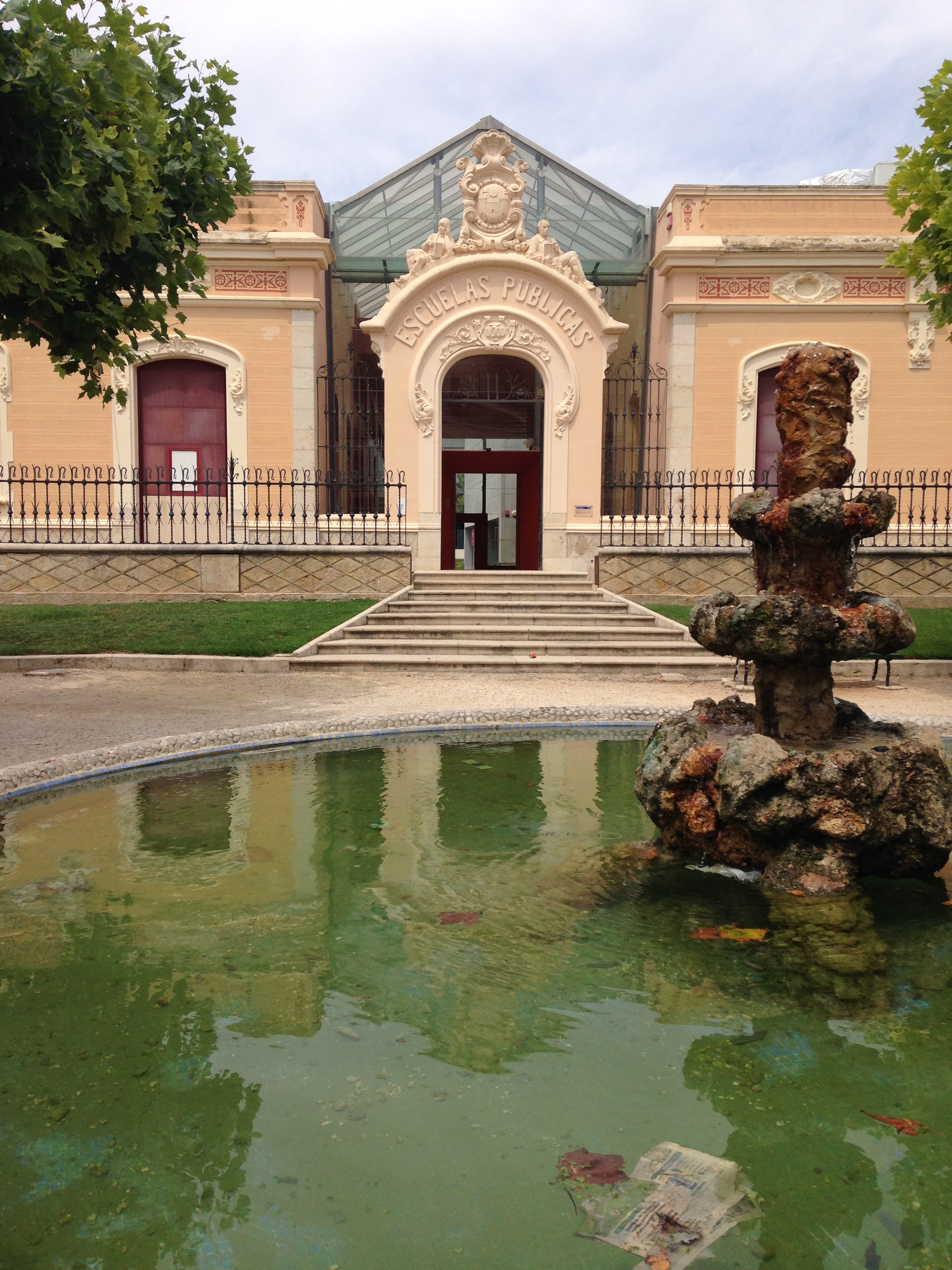
Antigues escoles Miquel Granell

- Casa Fàbregas a l'avinguda de la Ràpita, és del 1913 i d'estètica modernista.
- Casa Morales-Talarn: a l'avinguda de la Ràpita que conserva elements característics típics de l'època modernista com les baranes de ferro o els ornaments florals de la façana.
- Casa Masià, a l'avinguda de la Ràpita, del 1924 i d'estètica modernista.

### Museus i equipaments culturals
- Museu de les Terres de l'Ebre és a l'edifici de les antigues escoles públiques, al parc municipal. Conté diverses exposicions permanents sobre arqueologia del Montsià i la regió de l'Ebre i de la fauna i la flora del territori i, en especial, del Delta de l'Ebre. A més, té altres sales amb exposicions temporals.[15]
- La Casa de Fusta: és un antic refugi de caçadors, d'estil canadenc i totalment pintada de verd, i conté una exposició sobre les llacunes i la fauna del Delta.
- Lo Pati, sala d'exposicions i centre cultural.

## Cultura
Amposta té un gran nombre de societats culturals i cíviques. En destaquen les societats musicals La Lira Ampostina (del 1916) i La Societat Musical Unió Filharmònica (del 1917), conegudes per «La Lira» i «La Filha» respectivament. Ambdues tenen bandes de gran nivell, escoles de música, i unes seus socials que organitzen contínuament actes oberts a la població; ambdues han rebut la Creu de Sant Jordi de la Generalitat de Catalunya.
L'any 2013 s'hi va inaugurar un centre d'ensenyament, formació, recerca i investigació, creació i exhibició d'Arts Escèniques de les Terres de l'Ebre com és l'Escola de Teatre i Circ d'Amposta (EtcA). Centre adscrit a l'ACET (Associació d'Escoles de Teatre de Catalunya – Ensenyaments professionals de teatre) i a la XECC (Xarxa d'Espais de Circ de Catalunya). S'hi promou la formació en teatre o circ adreçat a alumnes a partir de tres anys d'edat. A partir del curs 2017-2018 i per primera vegada a les Terres de l'Ebre, l'EtcA va rebre el reconeixement per oferir la formació d'Estudis Professionals de Teatre, titulació avalada per l'ACET i reconeguda per l'AADPC.
El Festival Internacional de Teatre i Circ (FesticAm), és una proposta cultural i artística, que neix impulsat l'any 2013 des de l'Escola de Teatre i Circ organitzat conjuntament amb l'ajuntament. Té l'objectiu d'impulsar la ciutat com un espai de referència del circ i teatre a les Terres de l'Ebre. S'hi presenten projectes d'arts en viu d'arreu del món. Col·labora amb l'European Festivals Association (EFA).
A la Festa del Mercat a la plaça d'Amposta s'evoquen les tradicions i cultura ebrenques al pas del segle xix al segle xx.

## Prohoms il·lustres
- Miquel Granell i Forcadell (1865-?), pedagog.
- Innocenci Soriano-Montagut (1893-1979), escultor.
- Sebastià Juan Arbó (1902-1984), escriptor.
- Josep Serra i Gil (1923-2002), ciclista, campió d'Espanya en ruta el 1949.
- Agustí Miró (1922-2012), ciclista professional.
- Mari Chordà (1942-), artista, pintora, poeta i activista sociocultural feminista catalana.
- Isabel Costes i Rodríguez (?-), directora de l'Orquestra Simfònica de l'Atlàntic.
- Laura Ruiz Ferreres (?-), clarinetista, catedràtica de clarinet a la Hochschule für Musik und Darstellenden Kunst de Frankfurt.
- Joan Suñé i Masià (1866-1947), flautista i compositor català.
- Adolf Ventas i Rodríguez (1919-2024), compositor, músic i pedagog català.